# Чёрное на коричневом
«Чёрное на коричневом» (англ. Black on Maroon) — картина американского художника Марка Ротко, ведущего представителя абстрактного экспрессионизма, написанная в 1958 году и относящаяся к живописи цветового поля. Ныне она хранится в собрании Современной галереи Тейт в Лондоне.

## Композиция
«Чёрное на коричневом» входит в одну из трёх серий картин, написанных Ротко в 1958—1959 годах и созданных в рамках заказа для ресторана «The Four Seasons», расположенного в здании Сигрем-билдинг на Парк-авеню, в Нью-Йорке.
Первоначальная концепция работы Ротко становилась в процессе всё более мрачной. Позже художник отмечал: «после того, как я некоторое время работал, я понял, что на меня очень сильно повлияли стены Микеланджело в лестничной комнате Библиотеки Медичи во Флоренции. Он добился именно того чувства, которое мне было нужно…»
Фрески в итоге не были установлены в ресторане, так как согласно распространённой версии Ротко не хотел, чтобы его картины были фоном для трапез привилегированных классов. В 1965 году художник предложил отдать их в дар лондонской Современной галереи Тейт, что и было сделано в 1969 году. В день их доставки, в 1970 году, когда ящики с работами были распакованы, из Нью-Йорка была получена телеграмма, сообщающая, что Ротко был найден мёртвым в своей студии.

## Вандализм
7 октября 2012 года другая работа из той же серии, носившая такое же название, была испорчена чёрной краской. Преступник утверждал, что не является вандалом и сравнивал себя с художником-сюрреалистом Марселем Дюшаном, добавив, что искусство позволяет взять то, что кто-то сделал, и поместить на него своё новое послание. Выяснилось, что вандал был россиянином, временно проживающим в Польше, по имени Владимир Уманец. Его дополнение к картине включало его имя и номер 12, внизу которых располагалось предложение: «потенциальное произведение желтизма». На следующий день после своего акта Уманец был арестован по подозрению в намеренном причинении ущерба. Во время судебного разбирательства прокурор Грегор Маккинли заявил, что реставрация картины обойдётся в £200 000.
13 декабря 2012 года Уманец был приговорён к двухлетнему тюремному заключению Королевским судом Внутреннего Лондона, судья которого назвал его действия полностью преднамеренными и спланированными. Говоря о «желтизме» судья добавил, что совершенно недопустимо пропагандировать его, нанося ущерб произведению искусства, которое он назвал «подарком нации». Было подсчитано, что восстановление картины может занять до 18 месяцев, требующее применение тех же материалов, использованных Ротко и включавших клей, синтетическую смолу и яйцо. Искусствовед из Би-би-си Уилл Гомперц объяснил, что чернила из маркера Уманца глубоко повредили холст, нанеся значительный ущерб картине. В поисках лучшего способа восстановления реставраторы создали копию работы Ротко, на которой тестировали различные растворители. В мае 2014 года восстановленная картина была возвращена для публичного показа, а Уманец принёс публичные извинения перед британским народом за то, что сделал. Он отметил замечательную по его мнению работу реставраторов и призвал всех сходить посмотреть на неё.